# Nell Sjöström
Nell Sjöström, senare Ersson, född 12 mars 1933 i Högbo, död 5 september 2021, var en svensk friidrottare, sprinter. Hon tävlade huvudsakligen för klubben Sandvikens GK, med undantag för åren 1951 och 1952 då hon tävlade för Kvinnliga IK Sandviken. Hon utsågs år 1951 till Stor grabb/tjej nummer 154. Vid OS i Helsingfors 1952 deltog Sjöström på 100 meter och i stafett 4x100 meter (utslagen i försöken i båda grenarna).